# 東海大学福岡短期大学
東海大学福岡短期大学（とうかいだいがくふくおかたんきだいがく、英語: Tokai University Fukuoka Junior College）は、福岡県宗像市田久1-9-1に本部を置いていた日本の私立大学である。1990年に設置され、2018年に廃止された。

## 概観

### 大学全体
- 福岡県宗像市に所在した日本の私立短期大学で、設置主体は学校法人東海大学。東海大学工学部福岡教養部を前身に1990年に開学、設置されていた学科数は2学科である。
- 前身である福岡教養部の開設は、当時、高度経済成長期となり技術者需要が増加していたことと、「わが国の大学は、文科系の学生は多いが、それに比して、理工系の学生は少ないという問題を抱えていたので、文系は少数精鋭主義で行き、理工系の学生を多く養成したい」との松前学長の考えに基づくものであった[1]。1990年に福岡教養部は廃止されるまで24年間にわたり多数の技術者を育成してきた。1966年開設した学科は電気工学科、建築学科、土木工学科、動力機械工学科、生産機械工学科。1969年開設した学科は通信工学科、電子工学科、制御工学科である。札幌教養部と同様、福岡教養部で2年間を過ごし、その後、湘南キャンパスへ移行する形式であった。
- 2016年度の入学生を最後に[注釈 2]、2018年に短期大学としての使命を終える[注釈 3]。

### 建学の精神（校訓・理念・学是）
- 若き日に汝の思想を培え
- 若き日に汝の体躯を養え
- 若き日に汝の智能を磨け
- 若き日に汝の希望を星につなげ

### 教育および研究
- 情報処理学科では情報通信技術の応用として、マルチメディア（3DCG ）やインターネット（Webデザイン）関連、医療情報分野を、国際文化学科は観光、韓国語、中国語、英語、スポーツマネジメント分野の科目を充実させていた。

### 学風および特色
- 「アカデミック＆キャリアアップTOKAI」を教育方針に掲げ、ヒューマンスキル、コミュニケーションスキル、ITスキルの育成をキャッチフレーズにさまざまな独創的教育プロジェクトに取り組んでいた。

## 沿革
- 1966年
  - 東海大学福岡教養部を設置。
- 1989年
  - 12月22日 左記を以て文部省[注 1]より短期大学の設置が認可される[注釈 4]。
- 1990年
  - 4月1日 東海大学福岡短期大学が以下の学科体制にて開学[注釈 4]。
    - 情報処理学科[注釈 5]
    - 国際文化学科[注釈 5]

  - 5月1日 学生数[11]/定員
    - 情報処理学科 155[注 2]/140
    - 国際文化学科 158[注 3]/140
- 1992年
  - 5月1日 学生数[注 4]/定員
    - 情報処理学科 329[注 5]/280
    - 国際文化学科 333[注 6]/280
- 1999年
  - 5月1日 学生数[14]/定員
    - 情報処理学科 287[注 7]/280
    - 国際文化学科 219[注 8]/280
- 2008年
  - 4月1日 以下、入学定員減あり[注 9]。
    - 情報処理学科 140→100
    - 国際文化学科 140→100
- 2016年
  - 4月1日 この年度で短期大学としての学生募集を最終とする[注釈 2]。
- 2018年
  - 2月17日 最後の卒業式と閉学式を挙行[17]。なお、最後の入学となった2016年度の新入生（2016年5月1日在学者数）は定員400名に対して69名[18]、卒業生は60名であった。
  - 9月26日 左記をもって正式に廃止となる[注釈 3]。

## 基礎データ

### 所在地
- 福岡県宗像市田久1-9-1[注釈 1]

### 交通アクセス
- JR鹿児島本線赤間駅下車。南口より徒歩約15分の小高い丘の上にある緑に囲まれた白い校舎が本短大であった。

### 象徴
- 校章は東海大学と同じであった[注 10]。

## 教育および研究

### 組織

#### 学科
- 情報処理学科[注釈 6]
- 国際文化学科[注釈 6]

#### 専攻科
- なし

#### 別科
- なし

##### 取得資格について
- 卒業と同時に取得できる資格・免許課程は特に設置されていないが、日商簿記検定やビジネス文書検定など民間資格を取得する学生が多かった。

#### 附属機関
- 観光文化研究所[注 11]

### 研究
- 『東海大学福岡短期大学紀要』[23]

### 教育
- 現代的教育ニーズ取組支援プログラム
  - 「学びの自由化と個別教育の推進－近未来コミュニティカレッジのためのe-learningの開発及び展開」として2005年に採択された。
- 質の高い大学教育推進プログラム
  - 「地域活性型人材育成プログラム」（副題：仮想会社を中核とした人材育成と地域活性化が連動した実践活動の推進）において2008年に採択された。

## 学生生活

### 部活動・クラブ活動・サークル活動
- 体育系：テニス・サッカー・バドミントン・野球・バスケットボール・バレーボール・ストリートダンスほか
- 文化系：音楽・映画サークル・「沖縄県人会」・ESS・コンピュータネットワーク部ほか

### 学園祭
- 学園祭は「建学祭」と称していた。

## 施設

### キャンパス
- 福岡コモンホール
- アリーナ
- フィットネスルームほか

## 対外関係

### 韓国
- 東義科学大学校

### 系列校
- 東海大学短期大学部
- 東海大学医療技術短期大学
- 東海大学付属福岡高等学校
- 東海大学付属自由ヶ丘幼稚園